# Sigfrid Edström
Pour les articles homonymes, voir Edström.
Johannes Sigfrid Edström, né le 21 novembre 1870 à Morlanda et mort le 18 mars 1964 à Stockholm, est un athlète et administrateur suédois. Il est le quatrième président du Comité international olympique (CIO) de 1946 à 1952, mais était aussi le président de la Sweden-America Foundation, ainsi que l’ancien directeur d’ASEA.

## Biographie
Natif du village suédois de Morlanda sur l'île d'Orust, Edström est un athlète capable de courir le 100 mètres en 11 secondes. Après ses études universitaires à Göteborg (Suède), à Zurich en Suisse puis aux États-Unis, il devient industriel et dirigeant sportif.
Détenteur du record de Suède du 150 mètres dans sa jeunesse, il fonde la Fédération internationale d'athlétisme en 1912 et en est le président jusqu'en 1946. Lors de cette présidence, il défend ardemment l'amateurisme.
Il est porté à la présidence du CIO en 1946 à la suite du décès du président Henri de Baillet-Latour en 1942 après avoir assuré, en qualité de vice-président du CIO et depuis la Suède, pays neutre, la liaison entre les différentes composantes du CIO. Il est élu par acclamation lors du congrès de 1946. C'est lui qui tranche le délicat problème de l'exclusion des délégations de l'Allemagne et du Japon, réclamée par plusieurs nations.
Il fait preuve de vertus diplomatiques[réf. nécessaire] en pleine guerre froide pour décider l'URSS à rejoindre le mouvement olympique à l'occasion des Jeux olympiques d'été de 1952 à Helsinki. De même, le Japon et l'Allemagne sont à nouveau conviés aux Jeux. Edström déclare alors « Les Jeux olympiques ont prouvé, une fois encore, qu'ils étaient un instrument de paix et de bonheur pour le monde. Qu'il en soit toujours ainsi. »
Il prend sa retraite le 3 août 1952, tout en obtenant le titre de président d'honneur.
Dans le secteur industriel, Edström dirige également la société des tramways de Göteborg de 1900 à 1903, puis fut nommé directeur de la compagnie de technologies électriques ASEA dont il se chargea d’une totale réorganisation de 1903 à 1933, permettant le maintien de 70000 emplois en Europe. Il termine sa carrière comme Président d’honneur de 1934 jusqu’en 1939.
Quant à la vie privée de Sigfrid, il se marie à l’Américaine Ruth Randall Edström (1867-1944) avec qui il a deux enfants : Miriam and Björn. Geoffrey et Eleonore Edström sont les arrière-petits-enfants d’Edström. Selon le magazine Forbes, leur héritage serait évalué à près de 1,2 milliard de couronnes suédoises (115 millions d’euros).

## Distinctions
- Commandeur grand-croix de l'ordre royal de l'Étoile polaire
- Commandeur grand-croix de l'ordre de Vasa
- Commandeur de 1re classe de l'ordre du Dannebrog
- Grand-croix de l'ordre de Saint-Olaf
- Commandeur de la Légion d'honneur (1931)